# Gaius Iulius Severus (Konsul 155)
Gaius Iulius Severus (vollständige Namensform Gaius Iulius Gai filius Fabia Severus) war ein im 2. Jahrhundert n. Chr. lebender römischer Politiker und Senator, der im Jahr 155 als ordentlicher Konsul beloegt ist. Er ist nicht zu verwechseln mit seinem gleichnamigen Vater, der um das Jahr 138 zum Suffektkonsul ernannt wurde.

## Leben
Severus stammte aus einem galatischen Königsgeschlecht aus Ancyra, dessen Nachkommen unter Augustus das römische Bürgerrecht und den Gentilnamen Iulius erhalten hatten. Seine Eltern waren Gaius Iulius Severus, Suffektkonsul um 138 (bzw. 140) und Claudia Aquillia. Er war in der Tribus Fabia eingeschrieben.
Die Laufbahn von Severus lässt sich durch eine Inschrift in griechischer Sprache, die in Ancyra gefunden wurde, wie folgt rekonstruieren. Seine erste bekannte Position war die eines Xvir stlitibus iudicandis. Danach wurde ihm die Ehre zuteil, als sevir equitum Romanorum eine Reitereinheit (Turma) während der Transvectio equitum anzuführen. Im Anschluss leistete er seinen Militärdienst als Tribunus militum in der Legio IIII Scythica (χιλίαρχον λεγιῶνος δ’ Σκυθικῆς); die Legion war zu dieser Zeit in der Provinz Syria, vermutlich in Cyrrhus, stationiert.
Als Kandidat des Kaisers wurde Severus danach Quästor und Volkstribun. Während er sich in Rom aufhielt, wurde er in das Priesterkollegium der XV viri sacris faciundis aufgenommen. Um 143 wurde er praetor urbanus (στρατηγὸν οὐρβανόν). Im Anschluss war Severus Legatus legionis der Legio XXX Ulpia Victrix (πρεσβευτὴν λεγιῶνος λ’ Οὐλπίας Νικηφόρου), die in Castra Vetera in der Provinz Germania inferior stationiert war. Er kommandierte die Legion vermutlich von 145 bis 149; sein Vater war zur selben Zeit Statthalter in Germania inferior.
Nach seiner Rückkehr wurde Severus um 153/154 (bzw. um 150/155) curator der Via Appia (ἐπιμελητὴν ὁδοῦ Ἀππίας). Durch die Arvalakten vom 3. Januar sowie durch ein Militärdiplom, das auf den 10. März 155 datiert ist, ist belegt, dass er 155 zusammen mit Marcus Iunius Rufinus Sabinianus ordentlicher Konsul war. Im Anschluss wurde er Statthalter in der Provinz Syria Palaestina (πρεσβευτὴν ἀντιστράτηγον Συρίας Παλαιστείνης); er amtierte dort wahrscheinlich zwischen 156/157 und 158/159. Durch Militärdiplome ist er als Statthalter der Provinz für 158 belegt.
Aufgrund einer Inschrift wird vermutet, dass Severus am Partherkrieg des Lucius Verus teilnahm (expeditione Orientali sub Statio Prisco Iulio Severo). Falls dies zutrifft, war er wahrscheinlich Statthalter in der Provinz Cappadocia von 163/164 bis 165/166.